# Ребра
Ре́бра (лат. costae) — парні кістки осьового скелета хребетних тварин (за винятком безщелепних), що з'єднуються з хребтом. У риб ребра дають опору міосептам тулубної мускулатури; появу ребер у філогенезі позв'язують з посиленням локомоції в щелепних. В амніотів ребра грудної області з'єднуються також із грудиною, утворюючи каркас грудної клітки.
Ребра шийної і поперекової областей у вищих хребетних рудиментарні. Ребра хребта зазвичай зрощені з поперечними відростками крижових хребців і дають опору тазовим кісткам. Розрізняють верхні ребра, які закладаються в місцях перетинання горизонтальної і поперечної міосептів і ростуть відцентрово, і нижні, або плевральні, ребра, які охоплюють порожнини тіла і ростуть в ембріогенезі доцентрово. У деяких риб (багатопероподібні) є обидва типи ребер; у більшості риб — тільки верхні ребра, у кистеперих риб і наземних хребетних — нижні. У безхвостих земноводних ребер переважно немає. У ссавців ребра тільки на грудних хребцях.

## Людина

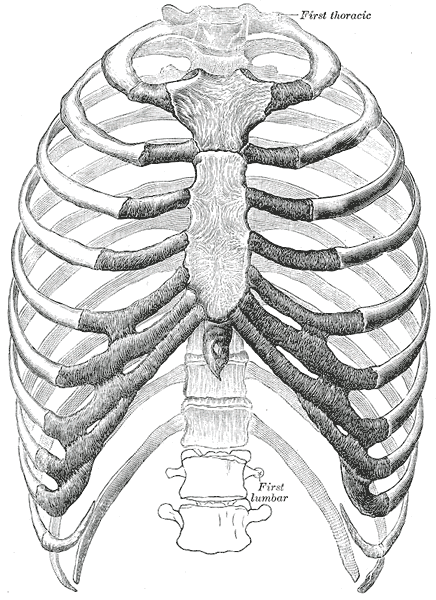
Грудна клітка людини, вид спереду

У людини 12 пар ребер, вони плоскі, довгі, дугоподібні, з'єднуються нерухомо — з грудними хребцями, напіврухомо — за допомогою хрящів, з грудиною, тому можуть змінювати своє положення (важливо для дихання).
Ребро — це довга, скручена навколо поздовжньої осі і зігнута плоска кісткова пластинка, яка спереду переходить у хрящ. Передні кінці ребер спрямовані вниз і медіально. Якщо лінія 1-го ребра (тобто його кінець) лежить на рівні 3-го грудного хребця, то така лінія 12-го пересікає лобковий симфіз. У зв'язку з таким розташуванням ребер ширина міжреберних проміжків збільшується ззаду наперед. Кісткова частина ребра складається із головки (caput costae), на якій розташована суглобова поверхня (facies articularis) для сполучення із тілами хребців, шийки (collum costae) і тіла (corpus costae). На верхньому краю шийка має гребінь (crista colli costae). На тілі 10 верхніх ребер є горбик (tuberculum costae) із суглобовою поверхнею (facies articularis tuberculi costae) для сполучення з поперечним відростком хребця. На внутрішньому боці кожного ребра по його нижньому краю проходить борозна (sulcus costae), у якій розташовуються міжреберні нерв, артерія і вени. В людини є 12 пар ребер. До груднини прикріплюються 7 пар ребер, 3 пари розташовані нижче, прикріплюються до ребер, розташованих вище. Перші сім пар іменуються справжніми ребрами (costae verae), 8, 9, 10 пара — несправжні ребра (costae spuriae). Кінці останніх двох пар розташовані вільно — то коливні ребра (costae fluctuantes).
На бічних поверхнях тіл грудних хребців є реберні ямки, для сполучення з головками ребер. На тілі 1-го грудного хребця є ямка для 1-го ребра і половина ямки для головки 2-го ребра. На тілі 2-го грудного хребця краніально розташована половинка ямки для 2-го ребра, каудально — верхня половинка ямки для 3-го ребра і так далі. Отже, 2-ге і нижчерозташовані до 10-го (включно) ребра приєднуються до двох сусідніх хребців. До 11 і 12 хребців приєднуються лише 11 і 12 пари ребер (відповідно) подібно до 1-го. На потовщеннях поперечних відростків хребців (2-го — 10-го) є суглобові реберні ямки, до яких приєднуються горбики відповідних за лічбою ребер (тобто ребро приєднується до відростків своїм нижнім краєм). Такі ямки відсутні на 11 і 12 хребцях. У нижніх грудних хребців ці відростки також розташовуються майже горизонтально.